# 岩间圣母
岩间圣母是指列奥纳多·达·芬奇的两幅画板油画的统称，这两幅画构图基本相同，一幅画作于1483年至1486年，现藏于卢浮宫，另一幅画于1491年至1508年，现藏英国国家美术馆。

## 簡介
這幅畫的特點很多。陰暗的畫面，帶出一種神秘感。顏色則是暖色。構圖是一個帶有充份安定感的三角形構圖，以聖母為頂。人物有交流，以手勢來表達。人物的動作代表了心中所想。聖母有自然的微笑。用了薄霧法，做出暈染的效果。

## 现况

### 羅浮宫藏品
典藏在羅浮宮的版本，約在1483年至1486年之間或之前完成。多數的權威學者同意此畫作大部份是達文西所畫的，是兩件作品中比較早完成的。細膩的畫工和使用明暗對比法被視為達文西作品的特徵。它比倫敦版本長約8公分。這幅畫最早的記錄是在1625年，那時候它屬於法國皇室的收藏。羅浮宮版本因文學作品《達文西密碼》而受矚目，然而藝術歷史學家並不認同書裡所付予其中的「隱藏意義」。

### 伦敦国家画廊藏品
在倫敦國家畫廊藏有達文西另一幅大同小異的畫作，大概1508年之前完成。有助手幫忙畫了一些部分，助手可能是de Predis兄弟。這幅畫原來是為聖母無原罪兄弟會的禮拜堂－米蘭聖芳濟大教堂而作，約在1781年至1785年畫作被教堂賣給蓋文·漢米頓（Gavin Hamilton），他帶到英國。之後經過多次輾轉收藏買賣，最後在1880年倫敦國家美術畫廊買下它。
在2005年6月，用紅外線進行分析發現有別的畫作被覆蓋在下，圖案是一個跪著的女子一手抱著嬰兒，另一手展開，部分研究者認為可能作者原來要畫的主題是朝拜初生的耶穌。其實現代有許多圖稿用X光或紅外線檢查時被發現出來。

## 《達文西密碼》的相關情節應用
由美國小說作家丹·布朗所寫的著名小說《達文西密碼》裡，它指出两幅《岩間聖母》中較早創作的羅浮宮版本含有否定正統的基督信仰的隱藏象徵，因為畫中耶穌基督向約翰祈禱，而不是反過來由約翰向耶穌禱告（小說裡認為左邊的嬰兒靠著聖母瑪利亞，所以應該是耶穌而不是約翰），書裡另外還指出聖母瑪利亞顯然握著一個無形的頭，而天使烏列以他的手指制住那個頭的脖子，因為這個原因這幅畫被教會拒絕，於是才有更正統的第二個版本被畫出來。
然而，歷史證據顯示這些說法完全毫無根據。羅浮宮把這種論述叫做「看圖說故事」，而且認為這種強大的文學影響力造成藝術歷史的戲劇化。「只因為這二種版本最重要的構圖差異（除了後來再多加的寓意）在於天使烏列不再有手勢，這樣構圖差異恰好可以好好地說明最初的畫作版本中，約翰靠著聖母瑪利亞造成耶穌和約翰之間的區別不夠清楚，另外天使烏列手指指示的姿勢也造成對約翰過多的注意，因此才會有改版畫作產生。
至於小說提到這幅畫被認為引以為恥而不適合在教堂展示，實際上是達文西和de Predises希望獲得比教堂當初同意的更多報酬，但是教堂只同意實支實付，並不符達文西和de Predises的期望，才沒有在教堂展示。其實，這些繪畫是如此地受到激賞，因此有人相信才會有「岩間聖母」第3個版本誕生，如今這第3個版本被瑞士Chéramy Collection所收藏。